# 정화왕후
정화왕후 강씨(貞和王后 康氏)는 고려의 추존왕비이며 태조 왕건의 증조할머니이다. 본관은 신천으로 강보육의 둘째 딸이자 이제건의 외손녀이며 신라에서 아간을 지낸 강충의 증손녀이다. 이름은 진의. 신라 말기의 인물로 태조 왕건의 조상 중 출신과 본관이 정확하게 전하는 첫 인물이다.

## 생애
김관의(金寬毅)는 그의 책 편년통록에서 강충이 두 아들을 낳아 이제건, 강보육이라 했는데, 강보육은 일찍이 곡령에 올라 남쪽을 향하여 오줌을 누었더니, 삼한의 산천이 은빛 바다로 변하는 꿈을 꾸었다고 한다. 다음날 보육은 그의 형 이제건에게 말했더니 이제건이 꿈을 해몽하며, “너는 큰 인물을 낳으리라” 하고 그의 딸 덕주를 아내로 삼아 뒤에 두 딸을 낳았다. 이제건은 딸 덕주가 있었고 보육에게는 딸만 둘 있었는데 그 중 둘째딸 진의는 언니의 꿈을 산 뒤 고려 국조와 작제건을 낳았다고 한다.
이제건의 딸 덕주는 그녀의 친정어머니이면서 사촌언니가 된다. 작제건은 왕건의 할아버지이다. 뒤에 증손자 왕건(王建)이 고려를 건국하면서 정화왕후로 추존하였다.
고려사절요에서는 국조의 비(妃)를 정화왕후로 기록하고 있고, 고려사에서는 정화왕후를 강보육의 딸로 기록하고 있다. 그런데 국조를 강진의의 친정아버지인 보육이라고 하는 설이 있어서 이 설은 앞뒤가 맞지 않는다. 또한 조선시대 때 일설에서는 정화왕후의 아들인 의조의 아버지를 당 숙종과 정화왕후 사이에서 태어난 사람으로 기록하고 있는데, 고려 말의 학자 이제현은 《왕대종족기(王代宗族記)》를 인용하며 의조(작제건)의 아버지가 당 숙종이라는 이야기를 허구로 규정하였다.

## 가계
- 고조부 : 강씨(康氏)[3]
- 고조모 : 미상(未詳)[4]
  - 증조부 : 호경(虎景)
  - 증조모 : 좌곡 여인(坐谷 女人)[5]
    - 조부 : 강충(康忠), 신라(新羅)에서 아간(阿干)을 지냈다.
    - 조모 : 구치의(具置義) - 서강(西江) 영안촌(永安村) 부자(父子) 구씨(具氏)의 딸
      - 백부 : 강보승(康寶承)[6]
      - 백모 : 미상(未詳)[7]
      - 백부 : 강보전(康寶甸)
      - 백모 : 미상(未詳)[8]
      - 아버지 : 강보육(康寶育)
      - 어머니 : 강덕주(康德州)
        - 남매 : 강적(康迪) - 평장사(平章事)
        - 남편 : 국조(國祖) 태조 왕건(太祖 王建)의 증조부(證祖父)
        - 왕비 : 정화왕후(貞和王后) 태조 왕건(太祖 王建)의 증조모(證趙母)
          - 아들 : 의조(懿祖)
          - 며느리 : 원창왕후(元昌王后) 
            - 손자 : 세조(世祖, ? ~897)
            - 손자며느리 : 위숙왕후(威肅王后)
            - 손자 : 왕평달(王平達)
            - 손자며느리 : 미상(未詳)[9]
            - 손자 : 왕씨(王氏)[10]
            - 손자며느리 : 미상(未詳)[11]
            - 손자 : 왕씨(王氏)[12]
            - 손자며느리 : 미상(未詳)[13]